# Rune Tonsgaard Sørensen
Rune Tonsgaard Sørensen (født 1983) er en dansk/færøsk violinist. Hans mor er dansk, hans far er færing.
Han startede som 5 årig efter Suzuki-metoden på Det Danske Suzuki Institut.
Han har blandt andet vundet Jacob Gades violinkonkurrence i 2002 & Berlingske Tidendes klassiske musikkonkurrence.
Rune Tonsgaard Sørensen spiller på en violin fra 1757 bygget af Carlo Ferdinando Landolfi i Milano.
Rune Tonsgaard Sørensen spiller klassisk musik med bl.a. Den Danske Strygekvartet og folkemusik med Dreamers' Circus.
I februar 2008 tiltrådte Rune jobbet som koncertmester i Sjællands Symfoniorkester og han er desuden ansat som lærer på DKDM i violin og kammermusik.
Han modtog Gladsaxe Musikpris i 2010.
I oktober 2013 vandt han Kronprinsparrets Stjernedryspris, som blev uddelt ved et storstilet show i Operahuset i Sydney. Karen Marie Ørsted blev også hædret med denne pris. Samme år vandt han også prisen for "Årets talent" og "Årets Album" til Danish Music Awards Folk som en del af gruppen Dreamers' Circus.
Den 1. december 2015 var han sammen med Poul Bjerager Christiansen i audiens hos Kronprins Frederik for at takke for udnævnelsen til ridder af dannebrog. De har begge fået ridderkorset for deres indsats for at holde folkelige danske musiktraditoner i live gennem foreningen Danmarks Rigsspillemænd, og Sørensen er udnævnt som en af landets Rigsspillemænd. De to spiller også sammen i Fiddling Faroes.
Sørensen komponerede musikken til tv-serien Efterforskningen der blev vist på TV 2 i efteråret 2020.